# Lennart Johansson (ingenjör)
E. Lennart V. Johansson, född 1921, död 2008, var en svensk ingenjör och företagsledare.
Johansson gick ut från Göteborgs tekniska gymnasium 1941 och arbetade därefter som konstruktör och produktionstekniker vid SKF. Han var verkställande direktör för SKF från 1971 till 1985. Han var SKF:s styrelseordförande 1985 till 1992, och därefter hedersordförande.
Johansson invaldes 1971 som ledamot av Ingenjörsvetenskapsakademien och utnämndes 1979 till hedersdoktor vid Chalmers tekniska högskola.
Lennart Johansson var far till företagsledaren Leif Johansson.